# 德维斯
德维斯（法語：Devise，法語發音：[dəviz]）是法国上法蘭西大區索姆省的一个市镇，属于佩罗讷区。

## 地理
德维斯（49°51'27"N, 3°0'16"E）面积2.75 平方千米，位于法国上法蘭西大區索姆省，该省份为法国北部沿海省份，北起加来海峡省和北部省，西接滨海塞纳省和大西洋英吉利海峡，南至瓦兹省，东临埃纳省。
与德维斯接壤的市镇（或旧市镇、城区）包括：埃斯特雷-蒙斯、阿蒂、蒙希拉加什、基维耶尔。

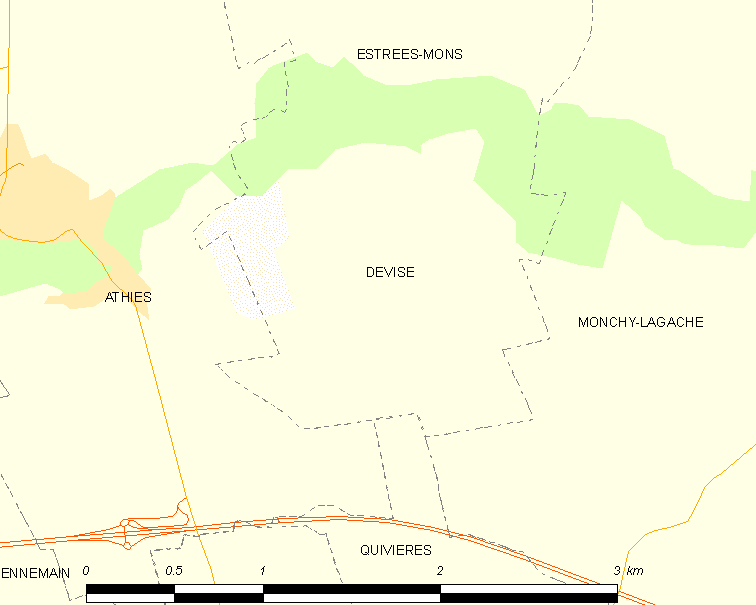
德维斯的OSM定位图

德维斯的时区为UTC+01:00、UTC+02:00（夏令时）。

## 行政
德维斯的邮政编码为80200，INSEE市镇编码为80239。

## 政治
德维斯所属的省级选区为佩罗讷县。

## 人口

1962-2008年间德维斯人口变化图示

德维斯于2022年1月1日时的人口数量为58人。